# Pteronemobius ohmachii
Pteronemobius ohmachii är en insektsart som först beskrevs av Tokuichi Shiraki 1930.  Pteronemobius ohmachii ingår i släktet Pteronemobius och familjen syrsor. Inga underarter finns listade i Catalogue of Life.